# Lipase lưỡi
Lipase lưỡi (lingual lipase) là một enzyme tiêu hóa thuộc họ triacylglycerol lipase, EC 3.1.1.3. Enzyme này sử dụng bộ ba xúc tác gồm aspartate, histidine và serine để thủy phân triglyceride chuỗi vừa và dài. Lipase lưỡi, như tên gọi, được tuyến dưới lưỡi và tuyến mang tai tiết ra trong khoang miệng cùng với nước bọt để xúc tác phản ứng tiêu hóa lipid đầu tiên. Nhờ một số đặc điểm độc nhất của lipase lưỡi, cụ thể là khả năng hoạt động không cần sự hỗ trợ của muối mật và pH hoạt động tối đa thấp (4.5-5.4) nên hoạt động của lipase lưỡi kéo dài đến tận khoang dạ dày. Enzyme này được điều khiển bởi hệ thần kinh tự chủ.
Lipase lưỡi chịu trách nhiệm cho 30% chất béo được thủy phân trong 20 phút đầu tiên thức ăn được ăn.
Lipase lưỡi và lipase dạ dày là hai lipase acid. Loại lipase còn lại - lipase tụy - là lipase kiềm. Lipase acid có đóng góp ít hơn vào quá trình tiêu hóa lipid vì chỉ có thể cắt một acid béo khỏi mỗi phân tử chất béo (tức chỉ có thể tạo diglyceride).